# Emil Krebs
Emil Krebs (ur. 15 listopada 1867 w Świebodzicach, zm. 31 marca 1930 w Berlinie) – niemiecki poliglota, syn mistrza stolarskiego. Różne źródła podają, że do poziomu biegłości opanował 68 języków spośród 120, które studiował.

## Życiorys
W wieku 7 lat znalazł starą gazetę w nieznanym mu języku. Szkolny nauczyciel powiedział mu, że gazeta pochodzi z Francji. Dla żartu wręczył Krebsowi słownik francusko-niemiecki, który Krebs opanował w kilka miesięcy. Chodził do szkoły w Świebodzicach (niem. Freiburg), a następnie do gimnazjum w Świdnicy (Schweidnitz), gdzie uczył się francuskiego, łaciny, greki i hebrajskiego. Zdając maturę w 1887 roku, władał biegle 12 językami (m.in. greką, nowogreckim, tureckim, arabskim, polskim). Po jednym semestrze studiów teologicznych na Uniwersytecie Wrocławskim zaczął studiować prawo na Uniwersytecie Berlińskim. W Lipsku znalazł ogłoszenie seminarium języków orientalnych w Berlinie. Tam stwierdzono jego wybitne uzdolnienie językowe. Wtedy też poświęcił się językom azjatyckim. Zdał państwowy egzamin z prawa i zameldował się do służby dyplomatycznej. 
W 1893 wyruszył na Daleki Wschód. Otrzymał posadę tłumacza w niemieckim poselstwie w Pekinie. Podczas podróży do Chin Krebs nadal uczył się języków obcych. W trakcie pobytu w Chinach znał już 40 języków obcych. Przez Chińczyków został nazwany chodzącym słownikiem (walking dictionary). W 1914 roku przyznał, że zna w bardzo dobrym stopniu 33 języki. Były to: angielski, arabski, bułgarski, chiński, chorwacki, czeski, duński, fiński, francuski, grecki, gruziński, hindi, hiszpański, holenderski, japoński, jawajski, litewski, malajski, mandżurski, mongolski, norweski, ormiański, perski, polski, rosyjski, rumuński, serbski, syjamski, szwedzki, turecki, urdu, węgierski i włoski.
W 1917, po zamknięciu ambasady niemieckiej, Krebs przeniósł się do agencji informacyjnej w urzędzie spraw zagranicznych. Pracownicy placówki otrzymywali dodatek finansowy za znajomość języków obcych. Krebs podający, że zna ponad 60 języków, był początkowo traktowany jak oszust. Po udowodnieniu swoich zdolności otrzymał pieniądze. W 1913 roku ożenił się. Żona Emila Krebsa była wyrozumiała dla poligloty, który często zamykał się w swoim pokoju, ucząc się kolejnych języków.
Zmarł 31 marca 1930 wskutek udaru mózgu, znając biegle 68 języków ze 120, które studiował. Został pochowany w Südwestkirchhof Stahnsdorf w Stahnsdorf pod Berlinem. Po jego śmierci księgozbiór liczący ponad 3500 tytułów w 110 językach, w tym kilkaset rzadkich pozycji w języku chińskim, trafił do Biblioteki Kongresu w Stanach Zjednoczonych.
Emil Krebs był znany z tego, że nie lubił fotografowania.
Uczył się jednocześnie kilku języków obcych, poszukując ich podobieństw. Przed nauką danego języka studiował historię i kulturę narodu posługującego się danym językiem. Nierzadko pracował do 3 rano.

## Anegdoty

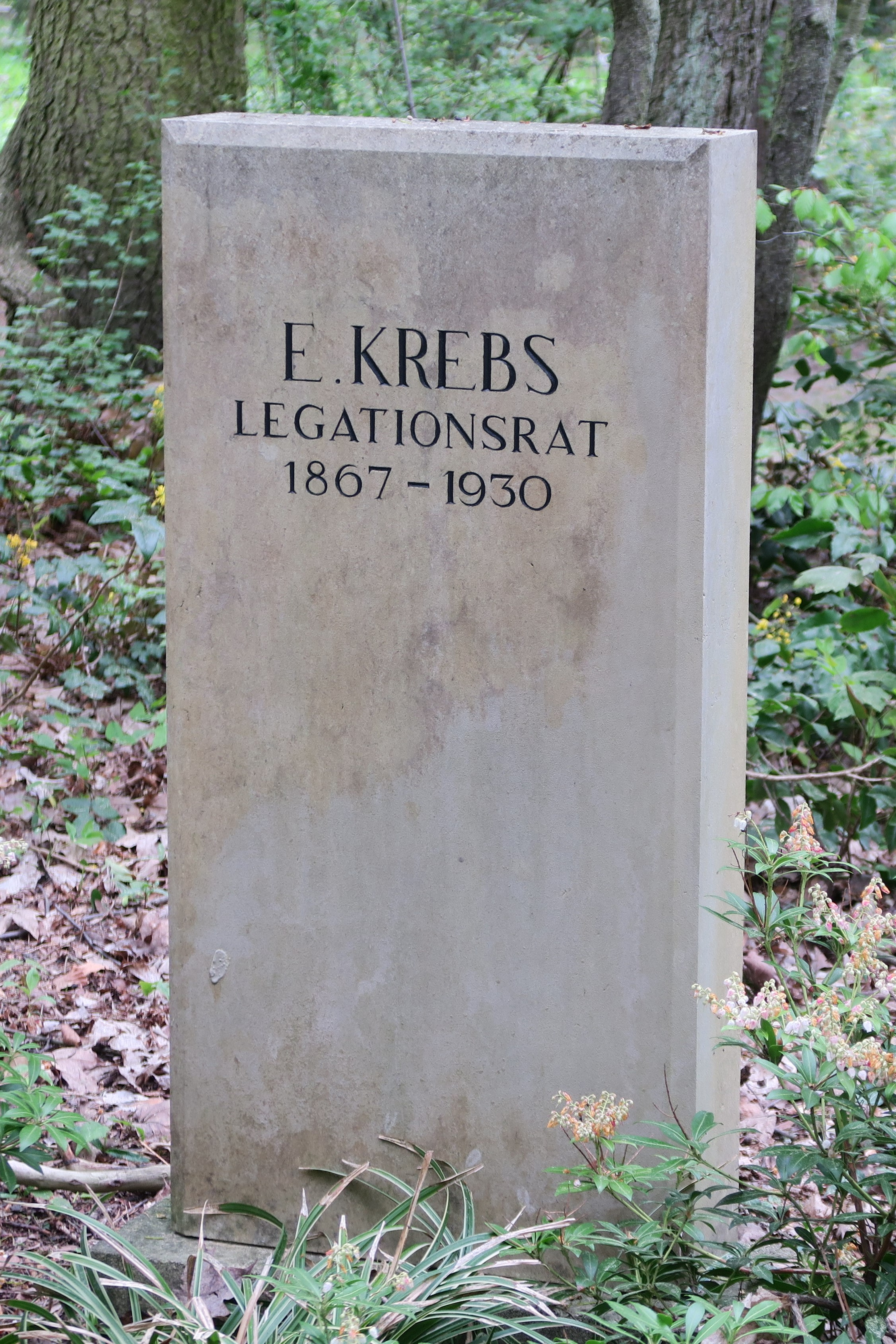
Grób Emila Krebsa

W różnych źródłach podane są liczne anegdoty o Krebsie:
- po otrzymaniu formularza seminarium języków orientalnych w Berlinie Krebs wysłał kwestionariusz ze skreśloną listą języków, wpisując, że interesuje się wszystkimi językami. Formularz wrócił do niego, z sugestią, że nie zrozumiał instrukcji – ma wybrać. Ponownie więc napisał, że chce studiować wszystkie. Za drugim razem otrzymał zaproszenie do Berlina[4],
- podczas pracy w Chinach otrzymał od Mongołów list, który tylko on potrafił przetłumaczyć[4],
- pewien szczep mongolski poprosił go o przetłumaczenie starych dokumentów zapisanych w języku staromongolskim. Krebs szybko poradził sobie z przetłumaczeniem tekstów[4],
- podczas pracy spotkał pasterza, który mówił nieznaną odmianą dialektu języka chińskiego. Krebs pomimo braku znajomości dialektu dobrze dogadywał się z pasterzem[4],
- pewnego dnia wpadła mu w ręce baskijska gazeta „Argia”. Gazeta informowała, że w Ameryce zmarł profesor znający biegle 53 języki. W ciągu paru tygodni Krebs nauczył się języka baskijskiego. Wysłał list do „Argii”, która zamieściła artykuł o Krebsie zatytułowany Młodzi Baskowie! Bierzcie przykład z Emila Krebsa![4]. Krebs opanował także cztery dialekty baskijskiego[1],
- podczas jednej z zabaw Emil Krebs przetłumaczył cytat z Goethego na 40 języków azjatyckich (w tym na pismo klinowe)[4].

## Badania mózgu Krebsa
Krótko po śmierci Krebsa berliński Instytut Badań nad Mózgiem otrzymał mózg poligloty. W 2004 roku Amunts, Schleicher i Zilles opublikowali badanie mózgu Krebsa znajdującego się w zbiorach Uniwersytetu w Düsseldorfie. Analiza ośrodka mowy Broki ujawniła zmiany cytoarchitektoniczne w regionach 44, 45 oraz międzypółkulowe asymetrie.

## Prace
W 1919 roku Krebs zredagował traktat państwowy dla nowo powstałego rządu Jugosławii. 

## Upamiętnienie
W 2019 Miejska Biblioteka Publiczna w Świdnicy przygotowała wystawę U granic geniuszu o  Emilu Krebsie. 